# Prime Head
Prime Head är en udde i Antarktis. Den ligger i Västantarktis. Argentina, Chile och Storbritannien gör anspråk på området.
Prime Head är den nordligaste punkten på Antarktiska halvön och på Antarktis fastland.
Terrängen inåt land är platt åt nordväst, men söderut är den kuperad. Havet är nära Prime Head norrut. Trakten är obefolkad. Det finns inga samhällen i närheten.